# Thâm canh
Thâm canh là phương thức sản xuất trong nông nghiệp bao gồm cả cây trồng và vật nuôi, với mức đầu vào và đầu ra cao hơn trên cùng một đơn vị diện tích đất nông nghiệp. Phương thức này đặc trưng bởi tỷ lệ bỏ hoang thấp, sử dụng nhiều các yếu tố đầu vào như vốn và lao động, đồng thời năng suất cây trồng trên một đơn vị diện tích đất cao hơn.

## Lịch sử
Xã hội phát triển, nhu cầu về lượng nông sản ngày càng lớn, trong khi việc mở rộng diện tích cho sản xuất nông nghiệp là rất hạn chế, con người phải chuyển sang việc nâng cao chất lượng canh tác, thông qua việc đầu tư thêm tư liệu sản xuất, sức lao động để nâng cao năng suất nông sản trên đơn vị diện tích. Đến nửa sau thế kỷ 20, sản xuất lương thực trên thế giới bước vào sản xuất thâm canh thông qua việc đưa những tiến bộ kỹ thuật vào sản xuất: đầu tiên là giống tốt, phân bón hóa học, biện pháp canh tác luân canh, xen canh, gối vụ, giải quyết vấn đề thủy lợi...
Nhờ vậy, đến năm 1960 sản lượng lương thực từ cây có hạt toàn thế giới đạt 1.025 triệu tấn, tăng 41,77% so với năm 1950. Đến 1996, sản lượng tiếp tục tăng lên 2049 triệu tấn trong điều kiện diện tích sản xuất đang có xu hướng giảm nhẹ. Từ đây, thâm canh sản xuất nông nghiệp trở thành khuynh hướng chung toàn thế giới.
Ngày nay, sản xuất thâm canh tiếp tục phát triển ngày một hiện đại. Sản xuất theo hướng chuyên canh, ứng dụng công nghệ cao, hiện đại, gắn với an toàn, hữu cơ, giá trị gia tăng cao......

## Lợi ích
Mục đích của thâm canh là cải tạo đất trồng, nhằm tăng độ phì nhiêu, tăng năng suất cho cây trồng. Đây là phương thức được cho là đem lại nhiều lợi ích kinh tế cho nhà nông cũng như đáp ứng được yêu cầu nông sản trên thị trường hiện nay.

## Vai trò và ý nghĩa
Thâm canh có vai trò làm tăng năng suất thu hoạch được trên một diện tích trồng trọt. Việc mở rộng diện tích đất nông nghiệp không phù hợp trong điều kiện hiện nay, nên quá trình công nghiệp hóa của Việt Nam sẽ có xu hướng làm giảm diện tích đất cho nông nghiệp, một phần đất bị nhiễm phèn, nhiễm mặn lại có xu hướng tăng.
Thâm canh tăng vụ giúp tăng sản lượng thu hoạch trên một diện tích đất canh tác mà không cần tăng diện tích đất, trái ngược hoàn toàn với phương thức quảng canh. Tức là lợi dụng độ phì nhiêu tự nhiên của đất để tạo ra nhiều sản phẩm hơn.
Nhờ có kỹ thuật thâm canh, con người không cần phải chặt phá rừng, khai hoang, cải tạo các vùng đất chua phèn, sử dụng các loại hóa chất độc hại với môi trường.
Hiện nay, quá trình công nghiệp hóa khiến diện tích đất nông nghiệp ngày càng bị thu hẹp, chưa kể một phần đất đai bị nhiễm phèn, nhiễm mặn. Do đó, thâm canh giúp tối ưu sản lượng, giải quyết được tình trạng thiếu đất canh tác.
Thâm canh giúp chúng ta tận dụng được cùng lúc nhiều nguồn lực sản xuất khác nhau. Đặc biệt là ứng dụng nền khoa học kỹ thuật hiện đại, các biện pháp luân canh, tăng vụ khác. Kỹ thuật thâm canh còn được áp dụng trong chăn nuôi giúp đạt được những hiệu quả nhất định.
Đặc biệt nước ta có nền nông nghiệp lúa nước lâu đời. Nhờ vào các phương pháp sản xuất mới này mà giải quyết được tình trạng thiếu lương thực.

## Bản chất
Bản chất thâm canh trong nông nghiệp được hiểu đơn giản là việc đầu tư thêm vốn, công nghệ, lao động trên một đơn vị diện tích nhằm thu được nhiều sản phẩm hơn với chi phí bỏ ra thấp nhất. Xét về hình thức đầu tư và canh tác thì thâm canh có những biểu hiện khác nhau. Song bản chất vẫn là tạo ra năng suất cao với chi phí thấp.
Nhà nước cũng có những biện pháp thúc đẩy thâm canh như quy hoạch các vùng kinh tế nông nghiệp phù hợp với từng điều kiện nơi đó, đẩy mạnh phát triển hạ tầng nông thôn. Từ đó thâm canh có thể tiếp cận tốt được với sự đổi mới tiến bộ cùng với quá trình công nghiệp hóa, hiện đại hóa.

## Bài liên quan
- Quảng canh